# Фогль, Карой
Карой Фогль (венг. Fogl Károly; 19 января 1895, Уйпешт, Транслейтания — 12 января 1969, Будапешт) — венгерский футболист, игравший на позиции защитника . Известный по выступлениям за клуб «Уйпешт», а также национальную сборную Венгрии. Лучший футболист Венгрии (1920 год). Один из лучших защитников мира своего времени.

## Клубная карьера
Основная часть карьеры Фогля прошла в клубе «Уйпешт», где Карой был одной из главных звезд, лидером и многолетним капитаном команды. Высокий, мощный, жесткий игрок, с чувством ритма, видением поля, скоростью и отличными бойцовскими и лидерскими качествами.
С 1918 года в клубе, а с 1920 года и в сборной основным партнером по защите Кароя Фогля был его родной брат Йожеф Фогль. Их знаменитый дуэт называли Фогль-барьер или Фогль-застава (венг. Fogl-gát Fogl-gát — дословно Фогль-плотина), отмечая таким образом его надежность и непроходимость.
В ходе выступлений Кароя Фогля, «Уйпешт» был третьей силой в венгерском футболе, только надеясь на преодоление гегемонии клубов МТК и «Ференцварош». В течение 1910-х — 1920-х годов клуб трижды занимал второе место чемпионата и шесть раз третье. Также при непосредственном участии Кароя Фогля «Уйпешт» четыре раза выходил в финал Кубка страны, по два раза уступая МТК и «Ференцварошу».
Первых значительных успехов «Уйпешт» достиг в 1929—1930 годах. Команда выиграла престижный международный трофей Кубок Митропы и впервые стала чемпионом страны. Вклад Кароя Фогля в эти победы минимальный, он уже завершал свою карьеру. Поэтому сыграл только одну игру в чемпионате и не выходил на поле в матчах победного Кубка Митропы, хотя в большинстве источников этот трофей причислен к его достижениям. Йожеф Фогль продолжал играть за команду, переняв от брата капитанскую повязку. В Кубке Митропы на счету Кароя Фогля есть два матча в 1927 году.
После «Уйпешта» выступал в команде «Вашаш», в составе которого сыграл три матча.

## Выступления за сборную

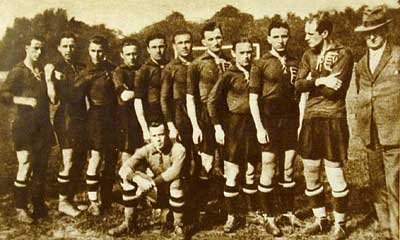
Сборная Венгрии 1924. Карой Фогль крайний слева.

2 июня 1918 года дебютировал в официальных матчах в составе национальной сборной Венгрии в игре против сборной Австрии (2: 0).
В 1924 году был участником Олимпийских игр во Франции. Сборная Венгрии в первом раунде победила сборную Польши (5: 0), а во втором неожиданно уступила скромной сборной Египта (0: 3). Партнером Кароя Фогля в этих матчах был Дьюла Манди с МТК, а брат Йожеф остался среди запасных игроков.
Всего в 1918—1929 годах сыграл в составе сборной 51 матч, что является значительным показателем для того времени, и забил два гола. В 17 матчах был капитаном.

## Тренерская карьера
В 1934—1935 годах параллельно возглавлял болгарский клуб «Спортклуб» из Софии и сборную Болгарии. Стал чемпионом Болгарии. Со сборной работал в семи матчах, в которых команда одержала две победы и пять раз уступила. Тренировал команду в матче отбора к Чемпионату мира 1934 года против сборной Венгрии (1: 4).
Далее работал в клубах Румынии, Венгрии и Польши. В 1947 году стал чемпионом Польши с командой «Варта» (Познань).
Умер 12 января 1969 года в городе Будапешт, несколько дней не дожив до 74-летия.

## Достижения
Как игрока
- Чемпион Венгрии: 1929/30
- Серебряный призер Чемпионата Венгрии: 1920/21, 1922/23, 1926/27
- Бронзовый призер Чемпионата Венгрии: 1916/17, 1918/19, 1921/22, 1923/24, 1927/28, 1928/29
- Финалист Кубка Венгрии: 1922, 1923, 1925[6], 1927

Как тренера
- Чемпион Болгарии: 1934/35
- Чемпион Польши: 1947